# 同志亦凡人中文站
同志亦凡人中文站，又称QAF中文站，是中国一家以翻译制作LGBT题材影视为主的论坛网站。成立于2004年9月，设立的初衷来源于美剧《同志亦凡人》，为提供该剧中国粉丝的一个交流场所，后逐渐发展成为翻译制作各类同志影视作品的互动社区网站。制作发布的作品涉及短片、电影、高清电影、蓝光、电视剧等。

## 作品
截至2011年11月30日，论坛已制作的作品数量列表。
| 类型     | 数量（部） |
| -------- | ---------- |
| 连续剧   | 21         |
| 蓝光电影 | 26         |
| 标清电影 | 174        |
| 电影     | 369        |
| 短片     | 156        |

## 相关活动
- 2010年10月，同志亦凡人中文站与同志你好行动网络合作，开始翻译It Gets Better项目的视频，鼓励困境中的同性恋青少年乐观积极地生活。

- 2010年12月，同志亦凡人中文站同洛杉矶同志中心（英语：Los Angeles Gay and Lesbian Center）、爱白文化教育中心合作，制作“在此刻”中文字幕。“在此刻”是洛杉矶同志中心2010年推出的自制迷你剧，每集长度不超过5分钟，旨在探讨同志族群在当前遇到的诸多现实问题。[3]